# Lalmohania velutina
Lalmohania velutina és una espècie de peix de la família dels monacàntids i de l'ordre dels tetraodontiformes.
Els mascles poden assolir 7,2 cm de longitud total.
És un peix marí, de clima tropical i demersal que viu fins als 5 m de fondària.
Es troba al Golf de Mannar (l'Índia).
És inofensiu per als humans.